# Elecciones al Parlamento Andino de Ecuador de 2021
Las elecciones al Parlamento Andino de Ecuador de 2021 se llevaron a cabo el 7 de febrero de 2021. En esta ocasión se eligió la totalidad de 5 parlamentarios principales y 5 suplentes para el periodo 2021-2025.
Los parlamentarios andinos elegidos se posesionarán el 19 de mayo de 2021.

## Candidatos
| Lista | Logo | Partido / Movimiento                                                                   | Candidatos | Ref.  |
| ----- | ---- | -------------------------------------------------------------------------------------- | --- | ----- |
| 1 5   |      | Unión por la Esperanza Conformado por: - Centro Democrático - Fuerza Compromiso Social | 1. Verónica Arias 2. Virgilio Hernández 3. María Cristina Moreira 4. Alex Pomaquero 5. Amaranta Santamaría                 | [ 4 ] |
| 2     |      | Movimiento Unidad Popular                                                              | 1. Cristina Cachaguay 2. Andrés Mendoza 3. Augusta Recalde 4. Carlos Quishpe 5. Karla Lucas                                | [ 5 ] |
| 3     |      | Partido Sociedad Patriótica                                                            | 1. Alfredo Vergara 2. Rossana Delgado 3. Ramiro Falcón 4. Austria Nicola 5. Christian Avilés                               | [ 4 ] |
| 4     |      | Ecuatoriano Unido                                                                      | 1. Joselyn Pozo 2. Gerson Almeida Reyes 3. Jeanneth Almeida 4. Rubén Sánchez 5. Valeria Cañizares                          | [ 4 ] |
| 6     |      | Partido Social Cristiano                                                               | 1. Cristina Reyes 2. Luis Antonio Núñez 3. Anabel Chérrez 4. Gustavo Andrade 5. Cruz María Boada                           | [ 6 ] |
| 8     |      | Partido Avanza                                                                         | 1. Juana Francis 2. Oscar Alcívar 3. Rosa Fuentes 4. Darwin Cardenas 5. María Cisneros                                     | [ 4 ] |
| 12    |      | Izquierda Democrática                                                                  | 1. Paul Desamblanc 2. Gabriella Guerrero 3. Francisco Lascano 4. Rubi Páez 5. Byron Álvarez                                | [ 4 ] |
| 17 51 |      | Alianza Honestidad Conformado por: - Partido Socialista Ecuatoriano - Concertación     | 1. Cira Eugenia Fernández 2. Jorge Daniel Arteaga 3. Ruth Virginia Rosero 4. Stalin David Guamán 5. Silvia Jimena Pupiales | [ 4 ] |
| 18    |      | Pachakutik                                                                             | 1. Myrian Cisneros 2. Adolfo Chapiro Añapa 3. Priscila Masaquiza 4. José Adalberto Vanegas 5. Johanna Paola Cifuentes      | [ 4 ] |
| 19    |      | Unión Ecuatoriana                                                                      | 1. Diagnes Trejo 2. Dino Aragundi 3. Martha Landívar 4. Patricio Guerrón 5. Patricia Morales                               | [ 4 ] |
| 20    |      | Democracia Sí                                                                          | 1. Juana Vallejo 2. Alberto Lenk 3. Alexandra Tulmo 4. Leopoldo Larrea 5. Orlinda Vivas                                    | [ 7 ] |
| 21    |      | Movimiento CREO                                                                        | 1. Tránsito Guacho 2. Hernán Barreiro 3. Mercedes Camacho 4. Luis Ponce 5. Mercedes Baquerizo                              | [ 4 ] |
| 23    |      | Partido Suma                                                                           | 1. Anabel Vintimilla Aguirre 2. Pedro Proaño 3. Daysy Avilés 4. André Rivera 5. Daniela Galarza                            | [ 4 ] |
| 33    |      | Juntos Podemos                                                                         | 1. María Isabel Rivera 2. Jorge Arturo Naranjo 3. Mónica Correa 4. Diego Patricio Andrade 5. María José Sánchez            | [ 4 ] |
| 35    |      | Alianza PAIS                                                                           | 1. María Luisa Moreno 2. Marcelo Ushiña 3. Ángela Pacheco Valencia 4. Iván Marcelo Muñoz 5. Cristina Tello Segura          | [ 8 ] |

## Resultados
| Lista | Partido / Movimiento                                                             | Votos     | %      |
| ----- | -------------------------------------------------------------------------------- | --------- | ------ |
| 1 5   | Unión por la Esperanza                                                           | 2,588,499 | 32.96% |
| 18    | Pachakutik                                                                       | 1,294,227 | 16.48% |
| 12    | Izquierda Democrática                                                            | 1,001,581 | 12.75% |
| 6     | Partido Social Cristiano                                                         | 962,474   | 12.26% |
| 21    | Movimiento CREO                                                                  | 673,995   | 8.58%  |
| 35    | Alianza PAIS                                                                     | 238,237   | 3.03%  |
| 4     | Ecuatoriano Unido                                                                | 172,590   | 2.20%  |
| 3     | Partido Sociedad Patriótica                                                      | 157,956   | 2.01%  |
| 8     | Partido Avanza                                                                   | 157,306   | 2.00%  |
| 23    | Partido Suma                                                                     | 148,508   | 1.89%  |
| 2     | Movimiento Unidad Popular                                                        | 147,464   | 1.88%  |
| 17 51 | Alianza Honestidad Conformado por: Partido Socialista Ecuatoriano y Concertación | 114,310   | 1.46%  |
| 20    | Democracia Sí                                                                    | 99,986    | 1.27%  |
| 19    | Unión Ecuatoriana                                                                | 56,949    | 0.73%  |
| 33    | Juntos Podemos                                                                   | 38,800    | 0.49%  |

## Parlamentarios electos
Los cinco parlamentarios andinos elegidos fueron:
| Lista | Partido Político                                                                       | Parlamentario Andino              | Parlamentario Andino | Parlamentario Andino           |
| ----- | -------------------------------------------------------------------------------------- | --------------------------------- | -------------------- | ------------------------------ |
| 1 5   | Unión por la Esperanza Conformado por: - Centro Democrático - Fuerza Compromiso Social |                                   |                      | Verónica Arias Fernández (FCS) |
| 1 5   | Unión por la Esperanza Conformado por: - Centro Democrático - Fuerza Compromiso Social | Virgilio Hernández Enríquez (FCS) |                      |                                |
| 18    | Pachakutik                                                                             |                                   |                      | Mirian Liduvina Cisneros       |
| 12    | Izquierda Democrática                                                                  |                                   |                      | Paul Desamblanc Cañadas        |
| 6     | Partido Social Cristiano                                                               |                                   |                      | Cristina Reyes Hidalgo         |